# 伊藤達文
伊藤達文（1964年5月28日—2020年5月23日），日本動畫師及演出家，從屬於。

## 概要
初年與三位動畫師朋友組成了名為「動畫大菜糕」的組織。在著名動畫師金田伊功的領導下，以8毫米膠片製作了獨立作品《爆發超人．金田超人》，於1985年夏天一個業餘愛好者上映大會亮相にアマチュアフィルム上映会に出品。後來被雜誌Animage看中作訪問，在業界內引起一定話題。
原名玉川達文，2008年9月27日，與動畫師伊藤真理子結婚後把姓改為「伊藤」。目前於盛岡市居住。2020年7月1日，伊藤真理子通过个人社交账号公布伊藤达文已于当年5月23日因脑干出血去世，享年55岁。

## 作品列表

### 玉川達文時代[2]
1990年
- 神通小精靈（作畫監督）

1991年
- （作畫監督）

1992年
- （作畫監督）

1993年
- 勇者特急（勇者特急マイトガイン，原畫）
- GS美神極樂大作戰（GS美神，作畫監督）

1994年
- 橘子醬男孩（ママレード・ボーイ，原畫）

1995年
- 黃金勇者（黄金勇者ゴルドラン，原畫）
- （作畫監督）

1997年
- （作畫監督）
- 爆笑吸血鬼 99（マスターモスキートン'99，作畫監督）
- VIRUS（遊戲，總作畫監督）

1998年
- 餓沙羅鬼（ガサラキ，作畫監督）
- 銀河鐵道999：永恆幻想（劇場版，原畫）
- （劇場版，原畫）

1999年
- 無限的未知（無限のリヴァイアス，原畫）
- 數碼暴龍大電影（デジモンアドベンチャー，劇場版，原畫）
- （OVA，人物設計）

2000年
- 女神候補生（女神候補生，演出、作畫監督）
- 深藍救兵（BRIGADOON まりんとメラン，人物作畫監督）
- 數碼暴龍大電影2（デジモンアドベンチャー02，劇場版，原畫）

2001年
- 宇宙人形17（フィギュア17 つばさ&ヒカル，分鏡、演出）
- 白雪戰士（新白雪姫伝説プリーティア，分鏡、演出）
- ，分鏡、演出）
- PROJECT ARMS（分鏡、演出、作畫監督）
- 星際牛仔：天國之門（カウボーイビバップ 天国の扉，劇場版，原畫）
- 櫻花大戰：活動寫真（サクラ大戦 活動写真，劇場版，原畫）

2002年
- 彩夢芭蕾（プリンセスチュチュ，分鏡、演出）
- BOM BOM彈珠人太空戰士（ボンバーマンジェッターズ，原畫）
- 最終兵器彼女（最終兵器彼女，原畫）

2003年
- 星夢美少女（カレイドスター，演出）
- 神魂合體（分鏡）
- GAD GUARD（分鏡、演出）

2004年
- 十兵衛2 西伯利亞柳生的逆襲（十兵衛ちゃん2 〜シベリア柳生の逆襲〜，原畫）
- Keroro軍曹（ケロロ軍曹，分鏡、演出）
- 小魔女Doremi 童年秘密篇（おジャ魔女どれみナ・イ・ショ，原畫）
- 詩∽片（うた∽かた，分鏡、演出）
- 舞-HiME（舞-HiME，演出）

2005年
- 雙子公主（ふしぎ星の☆ふたご姫，分鏡、演出、Layout、原畫）
- 槍與劍（ガン×ソード，分鏡）
- BLOOD+（分鏡）
- 最終兵器彼女 Another love song（最終兵器彼女 Another love song，OVA，原畫）
- 星夢美少女 鳳凰傳說（カレイドスター Legend of phoenix 〜レイラ・ハミルトン物語〜，原畫）

2006年
- 雙子公主 Gyu!（ふしぎ星の☆ふたご姫 Gyu!，分鏡、演出、OP演出）

2007年
- 古代王者 恐龍王（古代王者 恐竜キング Dキッズ・アドベンチャー，分鏡）
- 偶像大師 XENOGLOSSIA（アイドルマスター XENOGLOSSIA，分鏡、演出）
- ARIA The OVA 〜ARIETTA〜（OVA，原畫）

2008年
- ARIA The ORIGINATION（分鏡、演出、原畫）

### 伊藤達文時代
2008年
- （演出・作畫監督・第一原畫・原畫）
- 守護甜心!!心跳（しゅごキャラ!!どきっ，分鏡、演出）

2009年
- 守護甜心!!!心跳不已（しゅごキャラ!!!どっきどき，監督）

2010年
- KIDDY GiRL-AND（キディ・ガーランド，分鏡、演出、作畫監督補、原畫、第二原畫）
- 魔法老師！另一個世界Extra 魔法少女夕映（魔法先生ネギま! もうひとつの世界Extra 魔法少女ユエ♥，OVA，監督、分鏡、演出）

2011年
- 瑪利亞狂熱 ALIVE（まりあ†ほりっく あらいぶ，分鏡、演出）